# Gemeine Teichmuschel
Die Gemeine Teichmuschel (Anodonta anatina) gehört zur Familie der Fluss- und Teichmuscheln (Unionidae). Sie kommt in fast ganz Europa und Teilen Westasiens in Fließ- und Stillgewässern auf schlammigen oder sandigen Böden vor. Durch zunehmende Gewässerverschmutzung ist sie gefährdet und steht deswegen, wie auch alle andere Arten der Ordnung Unionida, unter Naturschutz.

## Merkmale
Die Schale ist breit bis eiförmig, dünnrandig, gelblich bis dunkelbraun. Die Gemeine Teichmuschel wird etwa 8–10 cm lang. Sie verfügt über keine Schlosszähne, daher ihr wissenschaftlicher Name Anodonta, die „Unbezahnte“. Die Innenseite der Schale glänzt nur matt perlmuttfarben, was sie von der stark perlmuttglänzenden Innenseite der Schale von Großen Teichmuschel Anodonta cygnea unterscheidet. Weitere Unterscheidungsmerkmale der beiden Anodonta-Arten sind der bei Anodonta anatina stärker ausgeprägte dreieckige Schild und das kürzere, aber breitere Schlossband.
Rechte und linke Klappe des gleichen Tieres:

Rechte Klappe
Linke Klappe

## Lebensweise
Die Teichmuschel ist ein Bodentier und verankert sich mit ihrem Fuß im weichen oder sandigen Boden. Mithilfe des Fußes kann sie sich auch langsam fortbewegen. Sie wühlt den Bodengrund auf und saugt den hochgewirbelten Bodensatz auf, um Nahrung auszufiltrieren. Die Nahrung besteht aus Detritus und Plankton, aber vor allem aus bodenlebenden Organismen wie zum Beispiel kleinen Algen (Vaucheria, Ulothrix, Diatomeen), Cyanobakterien (Oscillatoria) und anderen Kleinstlebewesen. Als Filtrierer reinigt sie so das Wasser und stellt einen wichtigen Faktor im Ökosystem der Gewässer dar. Pro Tag kann Anodonta anatina dabei etwa 40 l Wasser filtern.
Die Gemeine Teichmuschel war früher sehr häufig, worauf ihr deutschsprachiger Artname „gemein“ im Sinne von „allgemein“, „gewöhnlich“ hinweist. Die Muschel wurde bei Bachbegradigungen in großen Mengen aus dem Ufersubstrat entfernt. In der Nähe von Dörfern wurde sie früher als Viehfutter für Enten oder Schweine genutzt.

## Fortpflanzung und Entwicklung
Die Arten aus der Familie der Flussmuscheln haben eine Spezialisierung entwickelt, die andere Süßwassermuscheln nicht zeigen. Ihr Entwicklungszyklus ist auf ein Zwischenstadium an einem Wirtsfisch angewiesen, an dem die Larven an der Haut oder an den Kiemen parasitieren.
Die Gemeinen Teichmuscheln sind überwiegend getrenntgeschlechtlich. Nach der Befruchtung im Spätsommer überwintern die Eier im Kiemenraum der Muschel und wachsen zu zweiklappigen Glochidium-Larven heran. Diese Glochidien werden im Frühjahr ausgestoßen, wenn ein Wirtsfisch in der Nähe ist. Der Ausstoß der 0,2 mm großen Glochidien wird dabei wahrscheinlich durch einen chemischen Reiz ausgelöst. Für die Gemeine Teichmuschel kommen verschiedene Fischarten als Wirte in Frage, darunter der Flussbarsch (Perca fluviatilis), Güster (Blicca bjoerkna), Stint (Osmerus eperlanus), Schleie (Tinca tinca), Rotauge (Rutilus rutilus) und Gründling (Gobio gobio) sowie Stichlinge (Gasterosteidae). Die Glochidien können sich am gesamten Körper des Wirtsfisches, bevorzugt an den Flossen, anheften. Nach einigen Wochen Entwicklungszeit fallen die Glochidien vom Wirtsfisch ab und verbergen sich im Sandlückensystem des Gewässergrunds, wo sie vor Fressfeinden geschützt sind. Sie werden nach etwa 2 bis 5 Jahren geschlechtsreif und können bis 15 Jahre alt werden, bei guten Bedingungen auch älter.

## Gefährdung
Wegen der Vielzahl an Wirtsfischen, an denen sich die Glochidienlarve der Gemeinen Teichmuschel weiterentwickeln kann, ist sie weniger stark gefährdet. Dennoch stellt der komplizierte Entwicklungszyklus einen Nachteil gegenüber der als Neozoon über die Flusssysteme verbreiteten Wandermuschel (Dreissena polymorpha) dar, deren Larvenstadien sich über das freie Wasser verbreiten können. Die Wandermuschel wurde in die Verbreitungsgebiete der Teichmuscheln verschleppt und überwuchert in großer Zahl ihre Standorte und sogar die Teichmuscheln selbst.